# Thomas Glud
Thomas Glud (født i 1974) er en dansk manuskriptforfatter og instruktør, der bl.a. har skrevet manuskripter til tv-serien 2900 Happiness og til de nye Far til fire-film.

## Filmografi

### Film
- Far til fire - tilbage i naturen (2011)
- Far til fire - på japansk (2010)
- Julefrokosten (2009)
- Far til fire - på hjemmebane (2008)
- Væk fra Spjald (2007), også instruktør
- Far til fire - i stor stil (2006)
- Far til fire gi'r aldrig op (2005)

### Tv
- 2900 Happiness (2007-2009)
- Monberg & Tuxen (2004), kun instruktør
- Banjos likørstue (2001)
- FC Lisby (1999-2000)